# Hendrik Timmer
Hendrik Timmer, detto Henk (Utrecht, 8 febbraio 1904 – 13 novembre 1998), è stato un tennista olandese.

## Carriera
Attivo a partire dagli anni 1920 partecipò alle olimpiadi di Parigi 1924 in tre diverse discipline conquistando il bronzo nel doppio misto in coppia con Cornelia Bouman. Durante gli Internazionali di Francia 1927 sfiorò l'impresa di eliminare Henri Cochet nel quarto turno ma il moschettiere riuscì a rimontare lo svantaggio in cinque set combattuti. Scese in campo a quattordici edizioni di Wimbledon raggiungendo i quarti di finale in due diverse occasioni, fece parte della squadra olandese di Coppa Davis dal 1923 al 1936 stabilendo il record di successi per la propria nazione con quarantatré vittorie su sessantacinque incontri disputati.
Nel luglio 1930 venne classificato alla sesta posizione mondiale e due anni dopo giocò la finale al Queen's dove venne sconfitto in quattro set da Jack Crawford.